# Escola do Magistério Primário da Horta
A Escola do Magistério Primário de Horta (1945-1989) foi um estabelecimento oficial de ensino médio especializado, destinado à formação de professores primários, criado na cidade da Horta (Açores) pelo Decreto-Lei n.º 35 227 de 7 de dezembro de 1945. A instituição foi agregada à Universidade dos Açores pelo Decreto-Lei n.º 214-A/88, de 21 de Junho, passando a constituir um dos pólos do Centro Integrado e Formação de Professores (CIFOP) da Universidade dos Açores, uma instituição com três pólos (Horta, Angra e Ponta Delgada), cujo funcionamento se iniciou em 1989.

## Historial
A Escola do Magistério Primário da Horta ficou a funcionar na dependência do então Liceu Nacional da Horta, sob a direcção do respectivo reitor, ao tempo Joaquim José Gomes Belo, que também era governador civil do Distrito Autónomo da Horta e que depois viria a ser Director Geral do Ensino Primário.
A integração da Escola do Magistério com o Liceu da Horta manteve-se até 1974, sendo a respectiva direcção assegurada pelos sucessivos reitores daquele liceu. Em 22 de novembro de 1974, foi nomeada inspetora-orientadora de 2.ª classe do quadro único de pessoal dirigente e técnico dos serviços e órgãos centrais do Ministério da Educação Nacional/Direção-Geral do Ensino Básico, a professora Maria Cecília Alvernaz,. Com a separação do ensino pedagógico do ensino liceal, que ocorreu em 1975, aquela docente foi nomeada diretora.
A partir de 1977, com a transferência da tutela da Escola do Magistério para o Governo Regional dos Açores, o  cargo de diretor passou a ser exercido por Maria Simas Cardoso, que se manteve em funções até à extinção da instituição.
Em substituição das três escolas do magistério que existiam nos Açores foi criado pelo Decreto-Lei nº 214-A/88, de 21 de junho, o Centro Integrado e Formação de Professores (CIFOP) da Universidade dos Açores, com três pólos (Horta, Angra e Ponta Delgada), cada um dos quais correspondente a uma das anteriores escolas.